# Beaurieux (Aisne)
Beaurieux es una comuna francesa, situada en el departamento de Aisne, de la región de Alta Francia.

## Demografía
| 560 | 566 | 577 | 652 | 654 | 704 | 782 | 815 |
| Para los censos de 1962 a 1999 la población legal corresponde a la población sin duplicidades (Fuente: INSEE [Consultar]) |     |     |     |     |     |     |     |